# Бурбон
Бурбон (енгл. Bourbon) је врста америчког вискија направљеног првенствено од кукуруза. Назив потиче од француске династије Бурбона, иако је прецизан извор инспирације непоуздан; међу кандидатима су округ Бурбон у Кентакију и улица Бурбон у Њу Орлеансу, а обе су назване по династији. Назив бурбон није можда коришћен све до 1850-их, а алузија на Округ Бурбон није било све до 1870-их.
Бурбон је у процесу дестилизације од 18. века. Иако се бурбон може правити било где у Сједињеним Државама, он је снажно повезан са јужним делом америчке територије, а посебно са Кентакијем. Такође постоји широко распрострањена заблуда да се Бурбуон сме дестилисати само у Кентакију.
Амерички Конгрес је 1964. године признао Бурбон као „посебни производ Сједињених Америчких Држава“. Бурбон који се продаје у САД мора бити домаће производње, од најмање 51% кукуруза и ускладиштен у новим бурадима од угљенисаног храста.

## Историја
Дестилацију овог пића у Кентаки су први пут највероватније донели Шкоти и Ирци, али и други досељеници крајем 18. века који су почели да обрађују ове области. Порекло бурбона као посебне врсте вискија није добро документовано и постоје многе легенде и тврдње. 
На пример, проналазак Бурбона се често приписује Елајџи Крејгу, баптистичком свештенику и дестилеру који је заслужан за проналазак многих производа у Кентакију (нпр. млин за пуњење, фабрику папира итд.) и за кога се сматра да је први оставио ово пиће да одстоји у бачвама угљенисаног храста, процес који Бурбону даје браонкасту боју и карактеристичан укус. У округу Бурбон, у близини Крејгове дестилерије у тадашњем округу Фејетвил, млади дестилер Џејкоб Спирс је заслужан за то што га је први именовао као Бурбон виски. 
Иако још увек популарна и често понављана, Крејгова легенда је апокрифна. Слична томе, Спирсова прича је доста познатија у тој области, али ван округа мало ко зна за њу. Вероватно не постоји један „проналазач“ бурбона, који га је направио оваквим какв је данас. У суштини, било која врста житарица се може користити за прављење вискија, а пракса одлежавања вискија у угљенисања буради ради бољег укуса била је позната у Европи вековима. Касни датум етимологије округа Бурбон навео је историчара Мајкла Вича да оспори његову аутентичност. Он је предложио да се виски назове по улици Бурбон у Њу Орлеансу, главној луци у којој се пошиљке вискија из Кентакија добро продавале као јефтинија алтернатива француском коњаку.
 

Друго предложено порекло имена је повезаност са географским подручјем познатим као Стари Бурбон, које се састоји од првобитног округа Бурбон у Вирџинији успостављеног 1785. године. Овај регион је обухватао већи део данашњег источног Кентакија, укључујући 34 садашња округа. Обухватао је садашњи округ Бурбон у Кентакију, који је постао округ када се Кентаки одвојио од Вирџиније 1792. године. Бројни новински чланци помињу виски из округа Бурбон, Кентаки, који датирају још из 1824. године. Према Чарлсу К. Каудерију, 
Када су се амерички досељеници селили западно од планина Алеџени након америчке револуције, први окрузи које су основали покривали су огромне регионе. Један од ових оригиналних, огромних округа био је Бурбон, основан 1785. и назван по француској краљевској породици. Док се овај огромни округ делио на много мањих, почетком 19. века многи су наставили да га називају Стари Бурбон. Смештена у Старом Бурбону била је главна лука на реци Охајо, Мејсвил, Кентаки, одакле се слао виски и други производи. На бурадима је исцртан „стари бурбон” како би се означило њихово порекло. Виски Стари Бурбон је био другачији јер је то био први кукурузни виски који је већина људи икада пробала. Временом је бурбон постао назив за сваки виски од кукуруза.
Иако су многе дестилерије радиле у округу Бурбон, почетак Прохибиције 1919. је уништио индустрију бурбона да би тек 2014. године била отворена мала дестилерија – 95 година касније. Прохибиција је уништила индустрију бурбона. Ратификовањем 18. амандмана 1919. године, све дестилерије су биле принуђене да престану са радом, иако је неколицина добила дозволе за флаширање постојећих залиха медицинског вискија. Касније, неколицини је било дозвољено да наставе са производњом када су залихе нестале. Дестилерије које су добиле дозволе за производњу или флаширање медицинског вискија укључивале су Brown-Forman, Frankfort Distillery, James Thompson and Brothers, American Medical Spirits, the Schenley Distillery (данас Buffalo Trace Distillery) и A. Ph. Stitzel Distillery.
Мада је прохибицја укинута на савезном нивоу крајем 1933. у самом Кентакију су остала ограничења производње и продаје алкохолних пића на разним нивоима јурисдикција (државни, окружни и локални), иако је Кентаки главни произовђач Бурбона. Слично је и у Тенесију који је главни произвођач Тенеси вискија
Резолуцијом коју је усвојио Конгрес Сједињених Држава 1964. године, бурбон је проглашен „посебним производом Сједињених Држава“ и затражено је од „одговрарајућих агенција Владе Сједињених Држава да предузму одговарајуће мере за забрану увоза у Сједињене Државе вискија означеног као „бурбон виски”." Савезна регулатива сада дефинише бурбон виски искуључиво као дестилат који је произведен у САД-у.
Последњих година, Бурбон и Тенеси виски, који се понекад сматра различитим типом жестоког пића, али генерално испуњава законске норме да се зове бурбон, уживали су у значајном порасту популарности. Индустријска трговинска група Савет за дестилирана алкохолна пића Сједињених Држава (DISCUS) заједно прати продају бурбона и тенеси вискија.

## Правни захтеви
Правна дефиниција Бурбона се донекле разликује од земље до земље, али многи трговински споразуми захтевају да назив „бурбон“ буде резервисан за производе направљене у САД. Прописи Сједињених Држава за означавање и оглашавање бурбона примењују се само на производе направљене за потрошњу у Сједињеним Државама, не примењују се на дестилована жестока пића која се производе за извоз. Канадски закон захтева да се производи са ознаком бурбон производе у САД, као и да буду у складу са захтевима који се примењују у САД. Европска унија такође захтева да се бурбон прави у САД у складу са законом те земље. Међутим у другим земљама производи означени бурбоном можда нису у складу са истим стандардима.
Федерални стандарди идентитета за дестилована алкохолна пића, кодификовани према 27 CFR §5.22(b)(1)(i), наводе да бурбон направљен за потрошњу у САД мора бити:
- Произведен у САД и њиховим територијама (Порторико), као и у Дистрикту Колумбија[22]
- Произведен од мешавине житарица која садржи најмање 51% кукуруза[23]
- Да је одлежао у новим, угљенисаним храстовим бурадима[23]
- Дестилован не више од 160 (САД) степена јачине (80% алкохола по запремини)[23]
- Смештен у буре за одлежавање на не више од 125 степена јачине (62,5% алкохола по запремини)[23]
- Флаширан (као и други вискији) на 80 степени јачине или више (40% алкохола по запремини)[24]

Бурбон нема минимално одређено трајање старења. Производи стари само три месеца могу се продавати као бурбон. Изузетак је straight бурбон, који мора бити ускладиштен минимум две године. Поред тога, сваки бурбон стар мање од четири године мора да садржи доказ о старости на својој етикети.
Бурбон који испуњава наведене услове, одлежао је најмање две године и нема додату боју, арому или друга жестока пића може се, али није обавезно – назвати straight бурбоном.
- За бурбон који је стар мање од четири године мора бити наведена његова страост на етикети.[30]
- Бурбон који има старост наведену на етикети мора бити означен старошћу најмлађег вискија у боци (не рачунајући старост додатог неутралног зрнастог жестоког пића у бурбону који је означен као мешан, јер се алкохолна пића неутралног зрна не сматрају вискијем по прописима и уопште не морају да одлеже).[27]

Флаширани бурбон је подкатегорија правог бурбона и мора бити произведен у једној дестилерији током једне сезоне и ускладиштен најмање четири године и под савезним надзором.
Бурбон који је означен као мешан (или као мешавина) може да садржи додатне боје, ароме и друга жестока алкохолна пића, као што су неостарела алкохолна пића од неутралног зрна, али најмање 51% производа мора бити прави бурбон.
„Високи ражени бурбон“ није законски дефинисан термин, али обично означава бурбон са 20–35% ражи. Бурбони са високим садржајем пшенице су описани као блажи и пригушенији у поређењу са сортама високе ражи.
Бурбон који је одлежао мање од три године не може се правно називати вискијем у Европској унији.

### Географско порекло
4. маја 1964. године Конгрес САД је истовременом резолуцијом признао бурбон виски као „посебан производ Сједињених Држава“. Бурбон се може производити било где у САД где је легално дестиловати жестока пића, али већина брендова се производи у Кентакију, где производња бурбона има јаку историјску повезаност. Филтрирање воде кроз високе концентрације кречњака које су јединствене за ово подручје често се рекламирају од стране дестиланата бурбона у Кентакију као препознатљив корак у процесу прављења бурбона.
Дана 2. августа 2007. године, Сенат САД је усвојио резолуцију сенатора Џим Банинг којом је септембар 2007. званично проглашен за месец националног бурбонског наслеђа, у знак сећања на историју бурбон вискија. Важно је напоменути да је у резолуцији наведено да је Конгрес 1964. године прогласио бурбон „аутохтоним америчким пићем”. Међутим, у резолуцији из 1964. године није било такве изјаве; прогласила је бурбон за препознатљив производ повезан са Сједињеним Државама (на сличан начин на који се шкотски виски сматра повезаним са Шкотском). Резолуција је поново усвојена 2008. године.
Како је истакнуто од стране Друштва дестилатора Кентакија 2018. године, око 95% укупног бурбона се производи у Кентакију. Исте године је постојало 68 дестилерија у овој држави, што је покажатељ да је број дестилерија порастао за 250% у последњих десет година. У то време, у Кентакију је било више од 8,1 милиона бочица бурбона које су стариле - број који значајно превазилази популацију државе од око 4,3 милиона.
Бардстаун, Кентаки је дом годишњем Бурбон фестивалу који се одржава у септембру. Ово место је у процени Друштва за туризам Бардстауна и организатора Кентаки Бурбон фестивала означено као "Бурбонски главни град света", који је заштићен као заштитни знак. Кентаки Бурбон Тура је назив туристичког промотивног програма организованог од стране Друштва дестилатора Кентакија са циљем да привуче посетиоце дестилеријама у Кентакију, посебно Фор Роуз (Лоренцбург), Хевен Хил (Бардстаун), Џим Бим (Клермонт), Мекерс Марк (Лорето), Таун Бранч (Лексингтон), Вајлд Турки (Лоренцбург) и Вудфорд Резерв (Версај).
Тенеси је дом других великих произвођача бурбона, иако већина више воли да свој производ назива „Тенеси виски”, укључујући гиганта Џек Данијелс. Законски је дефинисано да је Тенеси виски стрејт бурбон виски произведен у Тенесију, у складу са законом Дома Тенесија 1084, Северноамеричким споразумом о слободној трговини и другим међународним трговинским споразумима.
Иако неки произвођачи Тенеси вискија тврде да употреба Линколн Каунти Процеса - пред-старење филтрације кроз јаворов угљен - чини његову арому различитом од бурбона, уредбе САД које дефинишу бурбон не захтевају нити га забрањују. Ово значи да закони о бурбону дозвољавају производњу Тенеси вискија са и без ове филтрације, што отвара могућност производње различитих стилова овог популарног пића.
У Сједињеним Државама се бурбон производио и производи се и у другим државама. Највећи дестилатор бурбона изван Кентакија и Тенесија је МГП из Индијане, који своје алкохолне производе првенствено продаје на велико компанијама за флаширање које их продају под око 50 различитих брендова – у неким случајевима, погрешно названи као „занатски“ виски, упркос томе што се производе у великим велетрговинским фабрикама.

## Процес производње
Да би се законски продавала као бурбон, мешавина вискија захтева минимум 51% кукуруза, а остатак може бити било која житарица. Предложена измена у САД-у ће проширити дозвољене "житарице" да укључују семена псеудожитарица као што су амарант, грчки орах и киноа. Мешавина која садржи пшеницу уместо ражи производи оно што је познато као пшенични бурбон. Жито се меље и меша са водом. Обично се дода мешавина из претходне дестилације да би се осигурала конзистентност између серија и да би се створила "кисела мешавина". На крају се додаје квасац, а мешавина се ферментише. Дестилише се на (уобичајено) између 65% и 80% алкохола користећи или традиционални казан за дестилацију (или котао) или много јефтинији континуалну казан. Већина модерних бурбона се прво дистилише у колонском казану, а затим се редистилише у "даблеру" ("тумперу" или "реторту") који је основни котао.
Добијени прозирни алкохолни дестилат, познат као "бели пас", се ставља у посуде од угљенисаних нових храстових буради за сазревање. У пракси, ове посуде су обично бачве направљене од америчког белог храста. Алкохол добија своју боју и већи део укуса из карамелизованих шећера и ванилина у угљенисаним бурадима. Прави бурбон мора да одлежи најмање две године, а мешани бурбон мора да садржи најмање 51% правог бурбона на бази галона (тј. већина алкохола у мешавини мора бити од чистог бурбона). Остатак алкохолних дестилата у мешаном бурбону могу бити неутрални дестилати житарица који уопште нису сазрели. Ако је производ означен само као бурбон виски, а не као прави или мешани, није прописан никакав специфичан минимални период одлежавања - само да је производ "складиштен у посудама од угљенисаних нових храстових буради, са не више од 62,5% запремине алкохола. Бурбони добијају више боје и укуса што дуже старе у бурету. Промене у алкохолу такође се дешавају због испаравања и хемијских процеса попут оксидације. Ниже цене бурбона обично указују на релативно кратко сазревање. Чак и за бурбоне са вишим ценама, често је циљ „зрелост“, а не одређено време трајања, јер бурбони који престаре могу негативно да утичу на укус бурбона (што га чини дрвеним, горким или неуравнотеженим).
Након сазревања, бурбон се повлачи из бурета и обично се филтрира и разблажује водом. Затим се флашира на најмање 80 америчких степени јачине (40%). Иако се већина бурбон вискија продаје на 80 америчких степени јачине, друге уобичајене јачине су 86, 90 и 100. Сви бурбон вискији означени као "флаширани и осигурани" су такође од 100 степени јачине. Неки бурбони велике јачине се продају као "бурбони из бурета", што значи да нису разблажени или су само лагано разблажени након вађења из буради. Бурбон виски се може продавати са мање од 80 степени јачине, али мора бити означен као „разблажен бурбон“.
Након обраде, бурад су напуњена до 10 америчких галона (38 литара) бурбона, иако је 2–3 америчка галона (8–11 литара) норма. Та иста бурад се не могу поново користити за бурбон и већина се продаје дестилеријама у Канади, Шкотској, Ирској, Мексику и Карибима за старење других жестоких пића. Нека бурад се користи у производњи разних производа одлежаних у бачвама од бурбона, укључујући аматерско и професионално скувано бурбон пиво одлежано у буради, сос за роштиљ, вино, љути сос и други. Од 2011. године, Jim Beam користи испирање буради у великој мери како би извукао бурбон из већ коришћених буради, мешајући екстракт са шестогодишњим Beam бурбоном да би створио производ од 90 степени јачине који продаје као "Devil's Cut".
Процес флаширања бурбона је процес филтрирања, мешања правог вискија из различитих буради (понекад из различитих дестилерија), разблаживања водом, мешања са другим састојцима (ако се производи мешани бурбон) и пуњења амбалажа да би се добио коначни производ који се пласира потрошачима на тржишту. Сама по себи, фраза "флашира" значи само то. Само онај који пуни и управља дестилеријом која је произвела виски, може додати на етикети „дестиловано од стране..“.
Захтеви за означавање бурбона и других алкохолних пића (укључујући захтеве за оно што је дозвољено да се зове бурбон према америчком закону) дефинисани су у Законику САД-а. Ниједан виски произведен ван САД-а не сме да буде означен као бурбон или продат као бурбон у САД-а. Разне друге земље имају трговинске споразуме са Сједињеним Државама да признају бурбон као препознатљив и јединствен производ Сједињених Држава, укључујући Канаду и Мексико, Уједињено Краљевство, Чиле и Бразил.
Експеримент из 2016. који је спровеела занатска дестилерија у Луисвилу Jefferson's Bourbon сугерише да је у ери пре него што је виски био флаширан у дестилерији; бурбон из Кентакија развиао супериорни укус јер се испоручивао у бурадима, пловним путем где год је то било могуће. Да би тестирао ову теорију, суоснивач дестилерије Треи Зелер послао је два бурета бурбона са потписом компаније у Њујорк путем бродова, прво низ реке Охајо и Мисисипи, а затим дуж обалских пловних путева. Као контролу, донео је серију истог вискија који је остао у Луисвилу током истог периода. Према писању новинарке Жаклин Детвилер из часописа Popular Mechanics, који је документовао експеримент, узорак који је путовао воденим путем је био зрео изнад својих година, богатији, с новим укусима дувана, ваниле, карамеле и меда. Био је то један од најбољех бурбона које смо икад пили. Претпостављало се да је благо клацкање бурбона у бурадима у периоду од 2 до 4 недеље током путовања бродом довело до драматичног побољшања мекоће и укуса. Хемијска анализа два узорка открила је значајне разлике у молекуларним профилима, при чему је узорак превезен воденим путем имао већу разноликост ароматичних једињења.

## Употреба
Бурбон се служи на различите начине, укључујући и чистог, разблаженог водом, с ледом, с колачићима или другим напицима и једноставним коктелима, те у коктелима као што су Manhattan, Bourbon Smash, Old Fashioned, whiskey sour и mint julep. Бурбон се такође користи и у кувању, а у прошлости се користио и у медицинске сврхе.
Бурбон се може користити у различитим посластицама попут банана бурбон сирупа за вафле, као арома за чоколадну торту и воћне десерте као што су колачи од брескве на жару који се служе са сланим бурбон-карамелом или колачић од смеђег шећера са загрејаним бурбон бресквама. Опциони је састојак у неколико рецепата за пите карактеристичних за америчку кухињу, укључујући питу од бундеве, где се може комбиновати са смеђим шећером и орасима да би се направио сладак и хрскав прелив за кремасти фил за питу од бундеве. Такође се може користити као арома у сосовима за слана јела попут колача од кукуруза са пршутом послуженим са бурбон мајонезом, бурбон чилијем из Кентакија и шницлом са роштиља.